# Samuel Edozie
Samuel Ikechukwu Edozie (Lewisham, 28 gennaio 2003) è un calciatore inglese, attaccante del Southampton.

## Biografia
Nato in Inghilterra, ha origini nigeriane.

## Caratteristiche tecniche
È un'ala sinistra.

## Carriera

### Club

#### Gli inizi
Cresciuto nel settore giovanile del Millwall, nel 2019 si trasferisce al Manchester City, con cui esordisce in prima squadra il 7 agosto 2021, giocando da titolare l'incontro di Community Shield perso per 1-0 contro il Leicester City.

#### Southampton
Il 1º settembre 2022 viene acquistato dal Southampton, con cui firma un quinquennale.

#### Prestito all'Anderlecht
Il 4 settembre 2024 viene ceduto in prestito all'Anderlecht.

### Nazionale
Dopo aver giocato con la nazionale Under-18, debutta con la nazionale Under-19 il 2 settembre 2021, nella partita vinta 2-0 contro l'Italia.
Nel settembre del 2022, viene convocato in Under-20 e, successivamente, il 10 maggio 2023 è stato incluso dal selezionatore Foster nella lista dei convocati partecipanti al Mondiale di categoria in Argentina.

## Statistiche

### Presenze e reti nei club
Statistiche aggiornate al 25 maggio 2025.
| Stagione           | Squadra            | Campionato         | Campionato | Campionato | Coppe nazionali | Coppe nazionali | Coppe nazionali | Coppe continentali | Coppe continentali | Coppe continentali | Altre coppe | Altre coppe | Altre coppe | Totale | Totale | Totale |
| Stagione           | Squadra            | Comp               | Pres       | Reti       | Comp            | Pres            | Reti            | Comp               | Pres               | Reti               | Comp        | Pres        | Reti        | Pres   | Reti   |        |
| ------------------ | ------------------ | ------------------ | ---------- | ---------- | --------------- | --------------- | --------------- | ------------------ | ------------------ | ------------------ | ----------- | ----------- | ----------- | ------ | ------ | ------ |
| 2021-2022          | Manchester City    | PL                 | 0          | 0          | FACup+CdL       | 0+0             | 0               | UCL                | 0                  | 0                  | CS          | 1           | 0           | 1      | 0      |        |
| 2022-2023          | Southampton        | PL                 | 17         | 0          | FACup+CdL       | 3+4             | 0               | -                  | -                  | -                  | -           | -           | -           | 24     | 0      |        |
| 2023-2024          | Southampton        | FLC                | 32+2       | 6          | FACup+CdL       | 2+0             | 0+0             | -                  | -                  | -                  | -           | -           | -           | 36     | 6      |        |
| ago. 2024          | Southampton        | PL                 | 2          | 0          | FACup+CdL       | 0+1             | 0+0             | -                  | -                  | -                  | -           | -           | -           | 3      | 0      |        |
| Totale Southampton | Totale Southampton | Totale Southampton | 51+2       | 6          |                 | 10              | 0               |                    | -                  | -                  |             | -           | -           | 63     | 6      |        |
| 2024-2025          | Anderlecht         | D1                 | 17+6       | 2+1        | CB              | 4               | 0               | UEL                | 5                  | 1                  | -           | -           | -           | 26+6   | 3+1    |        |
| Totale carriera    | Totale carriera    | Totale carriera    | 76         | 9          |                 | 14              | 0               |                    | 5                  | 1                  |             | 1           | 0           | 96     | 10     |        |

## Palmarès

### Club

#### Competizioni giovanili
- FA Youth Cup: 1

Manchester City: 2019-2020